# Östra Göinge tingslag
Östra Göinge tingslag var mellan 1682 och 1966 ett tingslag i Kristianstads län i Östra Göinge domsaga (från 1918). Tingsplats var Broby.
Tingslaget bildades 1683 och omfattade Östra Göinge härad. Tingslaget uppgick 1 januari 1967 i Kristianstads domsagas tingslag.